# Dowborowo (Litwa)
Dowborowo (lit. Daubarai) − wieś na Litwie, w rejonie wileńskim, 1 km na wschód od Duksztów, zamieszkana przez 35 ludzi. 
Przed II wojną światową w Polsce, w powiecie wileńsko-trockim województwa wileńskiego.